# Polski Kontyngent Wojskowy w Iraku (2016)
Polski Kontyngent Wojskowy w Iraku (PKW OIR Irak, PKW Irak) – wydzielony komponent Sił Zbrojnych RP, przeznaczony do wsparcia wielonarodowej koalicji prowadzącej działania zbrojne przeciwko Państwu Islamskiemu poprzez szkolenie lokalnych sił bezpieczeństwa w Iraku od 2016 roku.
PKW OIR Irak na przestrzeni lat nosił następujące oficjalne nazwy:
- 2016–2017: Polski Kontyngent Wojskowy w operacji Inherent Resolve w Republice Iraku, Jordańskim Królestwie Haszymidzkim oraz Państwie Kuwejt (PKW OIR Irak),
- 2017–2018: Polski Kontyngent Wojskowy w działaniach Globalnej Koalicji w Republice Iraku, Jordańskim Królestwie Haszymidzkim oraz Państwie Kuwejt (PKW OIR Irak),
- od 2018: Polski Kontyngent Wojskowy w Republice Iraku, Jordańskim Królestwie Haszymidzkim, Państwie Katar oraz Państwie Kuwejt (PKW Irak).

## Historia
Protesty społeczne w Syrii, prowadzone na fali tzw. Arabskiej Wiosny od stycznia 2011, w przeciągu następnych miesięcy przerodziły się w zbrojne powstanie, wymierzone przeciwko rządom Baszszara al-Asada. Rozpoczęło to wieloletnią wojnę domową, w którą w 2014 włączyło się Islamskie Państwo w Iraku i Lewancie. Opanowało znaczne tereny na wschodzie Syrii i przeprowadziło ofensywę w północno-zachodnim Iraku. W reakcji w sierpniu 2014 koalicja międzynarodowa, w skład której weszły m.in. Stany Zjednoczone Ameryki oraz państwa europejskie i muzułmańskie, podjęła decyzję o interwencji zbrojnej.
W czerwcu 2016 Rada Ministrów pod kierownictwem Beaty Szydło podjęła decyzję o wsparciu wojskowym koalicji i wysłaniu na Bliski Wschód dwóch zgrupowań wojskowych (wydzielonych przez Siły Powietrzne i Wojska Specjalne):
- PKW OIR Kuwejt – zespół lotniczy, w skład którego wchodzą 4 myśliwce wielozadaniowe General Dynamics F-16 Fighting Falcon oraz do 150 żołnierzy z 32 Bazy Lotnictwa Taktycznego (oraz innych jednostek) stacjonujących w Kuwejcie[1].
- PKW OIR Irak – Zespół Wojsk Specjalnych, liczący 60 żołnierzy.

Kontyngent został wysłany do Iraku już w dniu wejścia w życie postanowienia o użyciu, tj. 20 czerwca 2016. Zadania komandosów polegają na doradztwie i szkoleniu sztabów i pododdziałów irackich sił specjalnych (Wojska Specjalne prowadziły już analogiczne działania w ramach poprzedniego PKW Irak oraz PKW Afganistan).
Na szczycie NATO w Warszawie, zorganizowanym 8–9 lipca 2016 r. przywódcy państw Sojuszu Północnoatlantyckiego zdecydowali o wsparciu rządu irackiego w procesie odbudowy armii w postaci misji szkoleniowej NATO Training Capacity Building in Iraq (NTCB-I), która rozpoczęła działalność w styczniu 2017. We wrześniu 2017 Polska dołączyła do NTCB-I, obejmując wiodącą rolę w szkoleniu irackich techników i logistyków w obsłudze poradzieckiego sprzętu wojskowego – skierowany został mobilny zespół treningowy, który dołączył do PKW OIR Irak. Łącznie polski kontyngent liczył łącznie ok. 130 żołnierzy i pracowników wojska (Zespół Wojsk Specjalnych także został zwiększony liczebnie) i dodatkowo 10 na terenie Polski w ramach odwodu.
Rozwój sytuacji w Iraku wymagał jednak dalszej rozbudowy PKW OIR Irak – już w postanowieniu Prezydenta RP z 29 czerwca 2018 r. limit został ustalony na poziomie 350 żołnierzy i pracowników wojska. We wrześniu 2018 r. do polskiego kontyngentu dołączył Zespół Lotniczy, w skład którego wszedł jeden samolot transportowy CASA C-295M z obsługą z 8 Bazy Lotnictwa Transportowego oraz żołnierze innych służb. Stałe miejsce stacjonowania zespołu stanowi Baza lotnicza Ahmad al-Dżabir, skąd wykonuje on loty transportowe na rzecz sił kolacji międzynarodowej (w tej samej bazie w latach 2016–2018 stacjonował też Zespół Lotniczy PKW OIR Kuwejt, który zakończył misję w czerwcu 2018 r. i w przeciwieństwie do Zespołu Lotniczego PKW OIR Irak pod względem prawnym i dowodzenia stanowił oddzielny kontyngent wojskowy). Po zwiększeniu liczebność kontyngentu wynosiła ok. 150 żołnierzy.
W październiku 2018 r. misja NATO Training Capacity Building in Iraq została zastąpiona przez NATO Mission in Iraq (NMI). W ramach wsparcia na przełomie 2018 i 2019 Polska skierowała do Iraku kolejną grupę żołnierzy: pluton inżynieryjny (do jego zadań należy odbudowa i rozbudowa bazy wojsk koalicyjnych oraz wsparcie inżynieryjne) oraz personel do NMI (zespół doradczy z plutonem ochrony). Liczebność kontyngentu wzrosła do ok. 270 osób.
3 stycznia 2020 w amerykańskim ataku z powietrza na lotnisku w Bagdadzie zginął irański generał Ghasem Solejmani. W ramach odwetu 7 stycznia Korpus Strażników Rewolucji Islamskiej przypuścił atak rakietowy na bazy koalicyjne w Iraku: Al-Asad (gdzie stacjonuje m.in. polski pluton inżynieryjny) oraz Irbil (gdzie przebywała grupa polskich instruktorów). Nikt nie ucierpiał, ale w rezultacie narastającego kryzysu misja NATO i wszystkie jej działania zostały zawieszone, natomiast w Polsce pojawiły się głosy ze strony opozycji o wycofaniu polskich żołnierzy z Iraku. Polskie władze podjęły jednak decyzję o pozostawieniu kontyngentu wojskowego.
Zadania SZ RP ograniczają się do wsparcia operacji koalicyjnej poprzez szkolenie irackich sił bezpieczeństwa, nie obejmują bezpośredniego zaangażowania bojowego przeciwko bojownikom państwa islamskiego lub innych grup.

## Struktura organizacyjna
- Dowódca PKW
  - elementy podległe Combined Joint Task Force – Operation Inherent Resolve
    - Zespół Wojsk Specjalnych (elementy w Iraku i Jordanii)
    - Zespół Lotniczy (Baza lotnicza Ahmad al-Dżabir→Port lotniczy Al Asad i element w Katarze) – od 2018
    - zespół wsparcia (Baza lotnicza Ahmad al-Dżabir→Port lotniczy Al Asad) – od 2018
    - pluton inżynieryjny (Port lotniczy Al Asad) – od 2019

  - elementy podległe NATO Mission in Iraq
    - Mobilny Zespół Treningowy (At-Tadżi) – od 2019
    - zespół doradczy (At-Tadżi) – od 2019
    - pluton ochrony (At-Tadżi) – od 2019
    - oficerowie w HQ NMI (At-Tadżi) – od 2019

  - elementy wykonujące zadania na rzecz PKW
    - zespół łączności – od 2018
    - zespół dowodzenia – od 2018
    - Narodowy Element Wsparcia (NSE)  – od 2018

Czas trwania, dowódcy oraz liczebność poszczególnych zmian:
| Zmiana | Początek   | Koniec     | Dowódca                | Wystawiająca   | Liczebność |
| ------ | ---------- | ---------- | ---------------------- | -------------- | ---------- |
| I      | 20.06.2016 | 2017       | płk Mieczysław Bieniek | WS             | ok. 60     |
| II     | 2017       | 2017       |                        | WS             | ok. 80     |
| III    | 2017       | 2018       | ppłk Artur Kozłowski   | WS             | ok. 130    |
| IV     | 2018       | 2018       |                        | WS             | ok. 130    |
| V      | 2018       | 28.02.2019 | ppłk Rafał Wyszyński   | WS             | ok. 150    |
| VI     | 28.02.2019 | 07.09.2019 | płk Mariusz Janikowski | 12 DZ: 12 BZ   | ok. 270    |
| VII    | 07.09.2019 | 27.03.2020 | płk Marcin Adamski     | 12 DZ: 7 BOW   | ok. 270    |
| VIII   | 27.03.2020 | 14.11.2020 | płk Artur Standio      | 12 DZ: 2 BZ    | ok. 270    |
| IX     | 14.11.2020 | 27.05.2021 | płk Mirosław Bodnar    | 12 DZ: 8 pplot | ok. 270    |
| X      | 27.05.2021 | 28.11.2021 | płk Michał Kuraczyk    | 12 DZ: 7 BOW   | ok. 270    |
| XI     | 28.11.2021 | 01.06.2022 | płk Jacek Cichosz      | 12 DZ: 2 BZ    | ok. 270    |
| XII    | 01.06.2022 | 07.12.2022 | płk Roman Brudło       | 12 DZ: 5 pa    | ok. 270    |
| XIII   | 07.12.2022 | 12.06.2023 | płk Grzegorz Parol     | 12 DZ: 8 pplot | ok. 270    |
| XIV    | 12.06.2023 | 07.12.2023 | płk Jarosław Mosur     | 12 DZ: 7 BOW   | ok. 270    |
| XV     | 07.12.2023 | 19.06.2024 | płk Mariusz Janikowski | 12 DZ: 5 pa    |            |
| XVI    | 19.06.2024 |            | płk. Mariusz Miszczak  | WS             |            |

## Odznaczenia za udział w kontyngencie

Baretka Gwiazdy Iraku
Baretka Medalu pamiątkowego PKW Irak
Baretka Medalu pamiątkowego XII zmiany PKW Irak
Baretka Medalu NATO za NMI (NATO Mission Iraq)